# Hegykő
Hegykő is een plaats (község) en gemeente in het Hongaarse comitaat Győr-Moson-Sopron. Hegykő telt 1588 inwoners (2015).

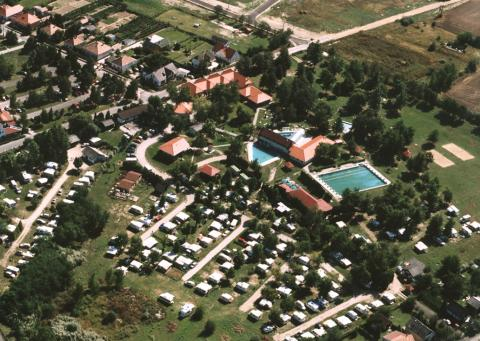
Hegykő
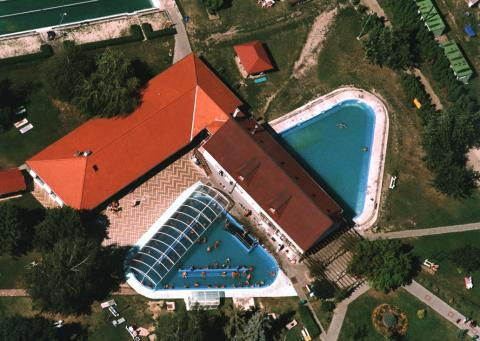
Bovenaanzicht van het bad
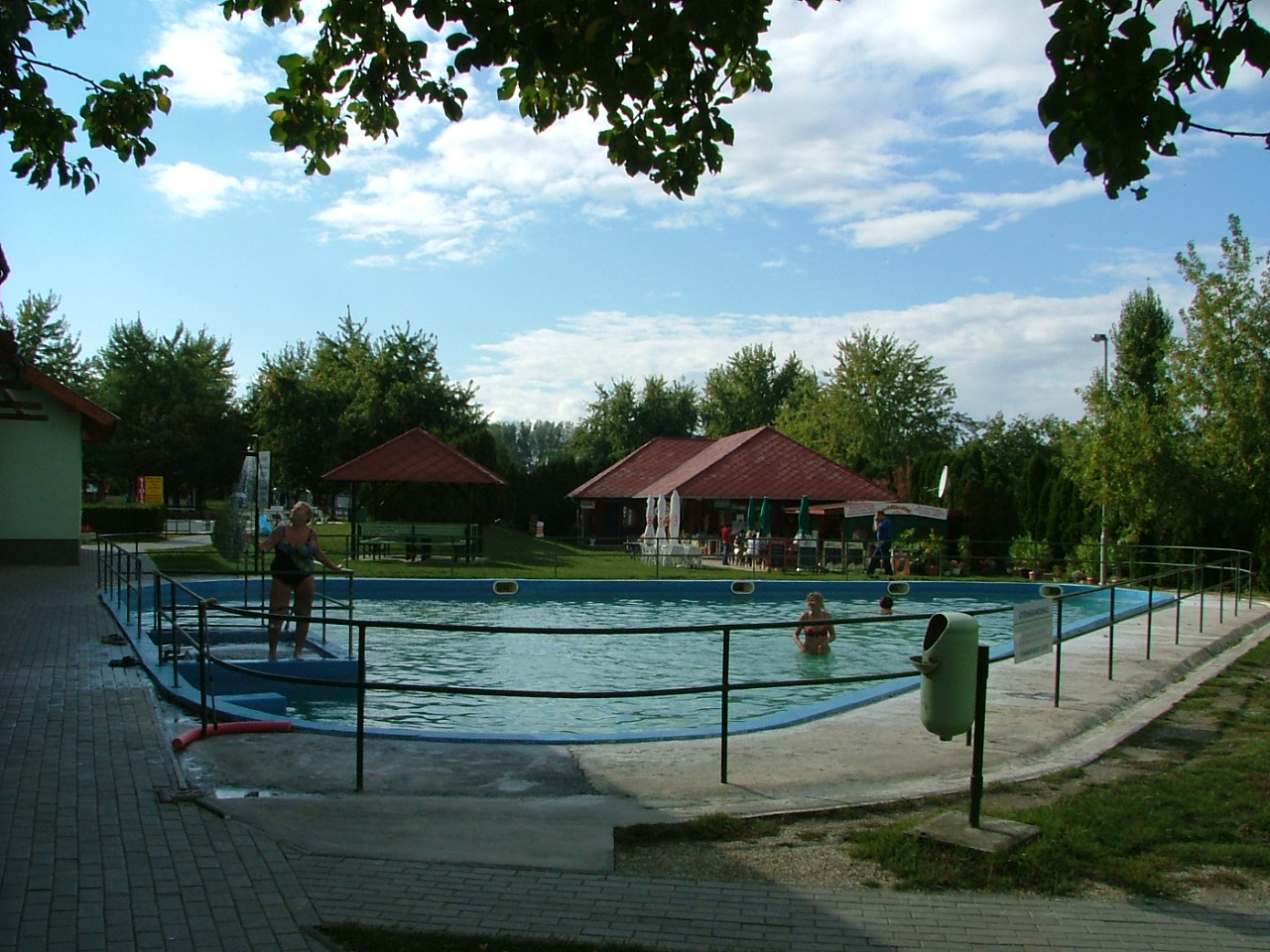
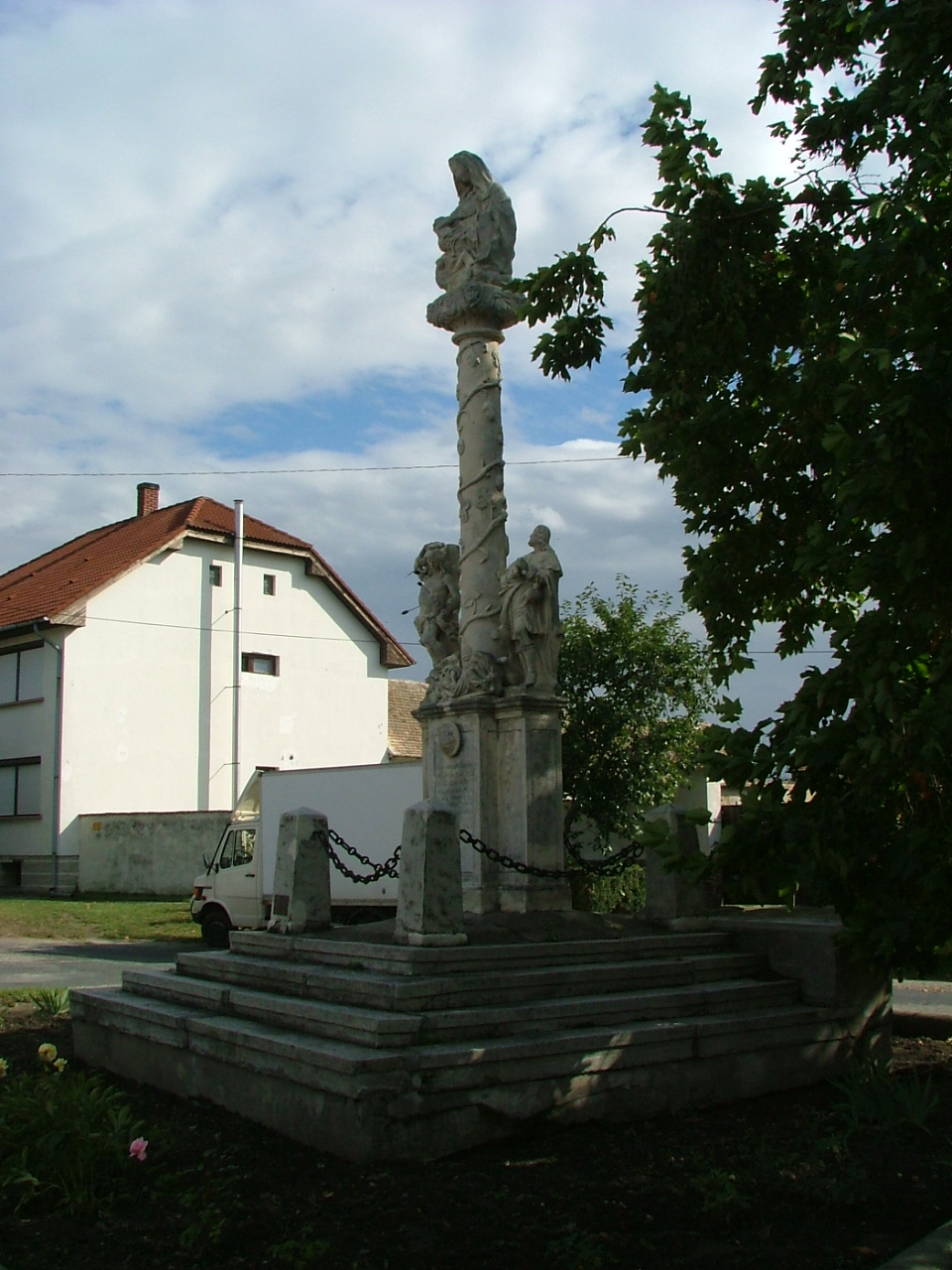